# Соса, Эдуардо
Эдуардо Хосе Соса Вегас (исп. Eduardo José Sosa Vegas; род. 20 июня 1996, Баринас) — венесуэльский футболист, полузащитник клуба «Депортес Толима».

## Биография
Соса — воспитанник клуба «Самора» из своего родного города. 10 ноября 2013 года в матче против «Трухильянос» он дебютировал в венесуэльской Примере. В составе клуба Соса трижды выиграл чемпионат. 29 января 2017 года в поединке против «Арагуа» Эдуардо забил свой первый гол за «Самору». 5 мая в матче Кубка Либертадорес против парагвайского «Гуарани» он отметился забитым мячом.
9 января 2018 года Соса подписал контракт с клубом MLS «Коламбус Крю». В североамериканской лиге он дебютировал 2 июня в матче против «Торонто», заменив на 63-й минуте Нико Хэнсена. 30 июня в матче против «Реал Солт-Лейк» он забил свой первый гол за «Крю». По окончании сезона 2019 «Коламбус Крю» не продлил контракт с Сосой.
В начале 2020 года Соса присоединился к клубу новообразованной Лиги один ЮСЛ «Форт-Лодердейл». За «Форт-Лодердейл» он дебютировал 8 августа в матче против «Саут Джорджии Торменты». 26 сентября в матче против «Тусона» он забил свой первый гол за «Форт-Лодердейл». По итогам сезона 2020 Соса был включён в первую символическую сборную Лиги один ЮСЛ. По окончании сезона 2020 «Форт-Лодердейл» не продлил контракт с Сосой.
16 декабря 2020 года Соса подписал контракт с колумбийским «Хагуарес де Кордова» на один сезон.
18 января 2022 года Соса отправился в аренду в «Мильонариос» на один год с правом выкупа.
15 июля 2022 года Соса перешёл в «Депортес Толима», подписав контракт до 2025 года.

## Достижения
Командные
 «Самора»
- Чемпион Венесуэлы: 2013/14, 2015, 2016

Индивидуальные
- Первая символическая сборная Лиги один ЮСЛ: 2020